# Gilzum
Gilzum is een plaats in de Duitse gemeente Evessen, deelstaat Nedersaksen, en telt 205 inwoners (2005).